# Boulengerella lateristriga
Boulengerella lateristriga és una espècie de peix de la família dels ctenolúcids i de l'ordre dels caraciformes.

## Morfologia
- Els mascles poden assolir 25,8 cm de longitud total.
- Nombre de vèrtebres: 48-49.[4][5]

## Hàbitat
És un peix d'aigua dolça i de clima tropical (23 °C-27 °C).

## Distribució geogràfica
Es troba a Sud-amèrica:  riu Negro i diverses àrees meridionals del riu Orinoco a Veneçuela.